# Collier Trophy

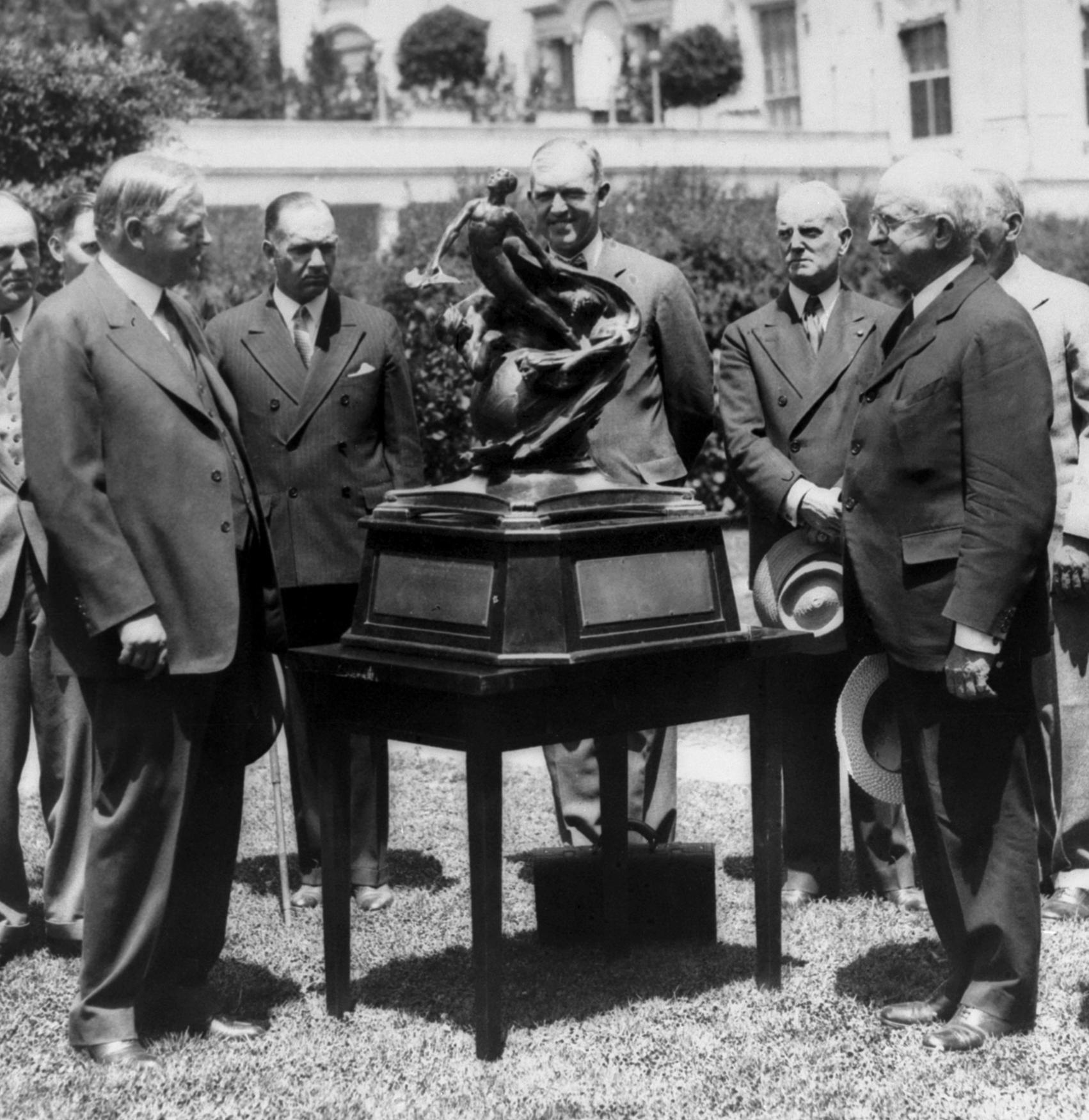
Herbert Hoover überreicht die Collier Trophy an Joseph Ames vom NACA (1929).

Die Collier Trophy (bis 1922 Aero Club of America Trophy) ist ein Preis, der einmal jährlich in den USA an denjenigen vergeben wird, der im jeweils vorangegangenen Jahr die größten Fortschritte im Bereich der Luft- und Raumfahrt in den USA erreicht hat. (engl.: „the greatest achievement in aeronautics or astronautics in America, with respect to improving the performance, efficiency, and safety of air or space vehicles, the value of which has been thoroughly demonstrated by actual use during the preceding year.“)
Der Preis wurde 1910 von Robert J. Collier, dem Herausgeber des Colliers Weekly und President des Aero Club of America gestiftet und erstmals 1911 vergeben. Die Trophy wiegt 240 kg und ist im National Air and Space Museum ausgestellt.

## Preisträger
- 1911 Glenn Curtiss
- 1912 Glenn Curtiss
- 1913 Orville Wright
- 1914 Elmer Ambrose Sperry und Lawrence Sperry
- 1915 Starling Burgess
- 1916 Elmer Sperry
- 1917–1920 keine Preisvergabe
- 1921 Grover Loening
- 1922 U.S. Air Mail Service
- 1923 U.S. Air Mail Service
- 1924 U.S. Army Air Service
- 1925 Sylvanus Albert Reed
- 1926 Edward Hoffman
- 1927 Charles Lawrance
- 1928 Aeronautics Branch, Departement of Commerce
- 1929 National Advisory Committee for Aeronautics
- 1930 Harold Pitcairn
- 1931 Packard Motor Car Company
- 1932 Glenn Luther Martin
- 1933 Hamilton Standard Propeller Company und Frank Walker Caldwell
- 1934 Albert Francis Hegenberger
- 1935 Donald Wills Douglas
- 1936 Pan American Airways
- 1937 U. S. Army Air Corps
- 1938 Howard Hughes
- 1939 Airlines of the U.S.
- 1940 Sanford Alexander Moss und Army Air Corps
- 1941 Army Air Forces und Airlines der USA
- 1942 Henry H. Arnold
- 1943 Luis de Florez
- 1944 Carl A. Spaatz
- 1945 Luis Walter Alvarez
- 1946 Lewis A. Rodert
- 1947 John Stack, Lawrence Dale Bell, Chuck Yeager
- 1948 Radio Technical Commission for Aeronautics
- 1949 William P. Lear
- 1950 Die Helicopter Industrie, die Military Services und die Coast Guard der USA
- 1951 John Stack
- 1952 Leonard S. Hobbs
- 1953 James Howard Kindelberger, Edward H. Heinemann
- 1954 Richard T. Whitcomb
- 1955 William M. Allen, General Nathan F. Twining
- 1956 Charles J. McCarthy, Vice Admiral James S. Russell
- 1957 Edward P. Curtis
- 1958 United States Air Force und Clarence Johnson, Neil Burgess und Gerhard Neumann, Major Howard C. Johnson, Captain Walter W. Irwin
- 1959 United States Air Force, die Convair Division von General Dynamics Corporation und Space Technology Laboratories, Inc.
- 1960 Vice Admiral William F. Raborn
- 1961 Major Robert M. White, Joseph Albert Walker, Albert Scott Crossfield und Commander Forrest Petersen
- 1962 Malcolm Scott Carpenter, Gordon Cooper, John Glenn, Virgil Grissom, Walter Schirra, Alan Shepard, Deke Slayton
- 1963 Clarence Johnson
- 1964 Curtis E. LeMay
- 1965 James Edwin Webb und Hugh Latimer Dryden
- 1966 James Smith McDonnell
- 1967 Lawrence A. Hyland
- 1968 Frank Borman, James Arthur Lovell und William Alison Anders
- 1969 Neil Armstrong, Buzz Aldrin und Michael Collins
- 1970 Boeing
- 1971 David Randolph Scott, James Benson Irwin und Lieutenant Colonel Alfred M. Worden
- 1972 Die Offiziere und Mannschaften der 7th und 8th Air Force der USAF und Task Force 77 USN
- 1973 Skylab-Programm
- 1974 Dr. John F. Clark und Daniel J. Fink
- 1975 David S. Lewis
- 1976 United States Air Force und Rockwell International
- 1977 General Robert J. Dixon
- 1978 Sam B. Williams
- 1979 Dr. Paul B. MacCready
- 1980 Das Voyager Missions Team (Dr. Edward C. Stone)
- 1981 NASA, Rockwell International, Martin Marietta, Thiokol
- 1982 T. A. Wilson und Boeing
- 1983 United States Army und Hughes Aircraft Helicopters
- 1984 NASA und Martin Marietta
- 1985 Russell W. Meyer
- 1986 Jeana Yeager, Richard Glenn Rutan, Burt Rutan
- 1987 NASA Lewis Research Center und das NASA/industry Advanced Turboprop Team
- 1988 Richard Harrison Truly
- 1989 Ben Rich und das United States Air Force Team
- 1990 Bell Boeing
- 1991 Northrop Corporation und United States Air Force
- 1992 Das Global Positioning System Team, United States Air Force, United States Naval Research Laboratory, Aerospace Corporation, Rockwell International und IBM Federal Systems Company
- 1993 Hubble Space Telescope Recovery Team
- 1994 United States Air Force, McDonnell Douglas, United States Army
- 1995 Boeing
- 1996 Cessna Aircraft Company
- 1997 Gulfstream Aerospace Corporation
- 1998 Lockheed Martin, GE Aircraft Engines, NASA, Air Combat Command of the United States Air Force und Defense Intelligence Agency
- 1999 Boeing, GE Aircraft Engines, Northrop Grumman, Raytheon und United States Navy
- 2000 Northrop Grumman, Rolls-Royce, Raytheon, L-3 Communications, United States Air Force und DARPA
- 2001 Pratt & Whitney, Rolls-Royce, Lockheed Martin, Northrop Grumman, BAE Systems und das Joint Strike Fighter Program Office
- 2002 Sikorsky Aircraft Corporation
- 2003 Gulfstream G550 Team
- 2004 Paul Allen, Burt Rutan, Doug Shane, Michael Melvill, Brian Binnie
- 2005 Eclipse Aviation
- 2006 Lockheed Martin, Boeing, Pratt & Whitney, Northrop Grumman, Raytheon, BAE Systems, United States Air Force sowie etwa 1000 kleinere Zulieferer in insgesamt 42 Bundesstaaten
- 2007 Mehrere öffentliche sowie private Organisationen und Firmen für ihre Arbeit am Automatic Dependent Surveillance-Broadcast (ADS-B), einer neuartigen Überwachungstechnik für den Luftverkehr
- 2008 Commercial Aviation Safety Team
- 2009 International Space Station ISS
- 2010 Sikorsky Aircraft Corporation, Sikorsky X2 Technology™ Demonstrator Team
- 2011 Boeing 787
- 2012 Mars Science Laboratory
- 2013 Northrop Grumman, die U.S. Navy und das X-47B-Team
- 2014 Gulfstream für den Gulfstream G650 Business Jet
- 2015 Dawn-Team von NASA und Jet Propulsion Laboratory
- 2016 „New Shepard“ von Blue Origin
- 2017 Cirrus SF50 von Cirrus Aircraft Corporation
- 2018 Automatic Ground Collision Avoidance System Team
- 2019 Boeing X-37-Team
- 2020 Garmin Autoland
- 2021 Ingenuity-Mars-Helicopter-Team der NASA
- 2022 Team des James-Webb-Weltraumteleskops
- 2023 NASA und OSIRIS-REx-Team
- 2024 Parker Solar Probe[1]